# 4456 Mawson
4456 Mawson este un asteroid din centura principală, descoperit pe 27 iulie 1989 de Robert McNaught.